# Брус (замък)
Замъкът Брус е имение в Лондон, построено най-вероятно през 16 век. Източниците за датата на строежа се различават, като някои от тях сочат, че замъкът може да е построен и през 15 век. Замъкът дължи името си на фамилията Брус, която притежавала земята. Смята се, че е построен на мястото на друга къща, за която се знае много малко, а настоящата къща е една от най-старите оцелели английски тухлени сгради. Била е реставрирана през 17,18 и 19 век. Къщата е била дом на Сър Уилям Комптън – придворен, Ричард Саквил – трети граф на Дорсет, Сър Роуланд Хил – пощенски реформатор и други.
След като е било използвано като училище през 19 век, когато се построява и западно крило, имението се превръща в исторически музей, разглеждащ миналото на зоните, съставящи настоящия район London Borough of Haringey, а във връзка със Сър Роуланд Хил проследява и историята на Кралската Поща. В сградата се пазят и архивите на London Borough of Haringey. След 1892 градините ѝ се превръщат в обществен парк – най-старият в Тотнъм.